# Igreja Reformada Calvinista de El Salvador
A Igreja Reformada Calvinista de El Salvador (IRCES), em espanhol Iglesia Reformada Calvinista de El Salvador, é uma denominação cristã reformada formada no ano de 1979, em El Salvador, por igrejas que se separaram da Igreja Cristã Reformada em El Salvador.
É a maior denominação reformada do país, conhecida pelo seu trabalho social, participação em discussões políticas e ecumenismo.

## História
No século XX, missionários da Igreja Cristã Reformada da América do Norte começaram a plantar igrejas em El Salvador.
Consequentemente, em 1978, foi organizada a Igreja Cristã Reformada em El Salvador (ICREL). Um ano após a organização da denominação, um desentendimento entre seus líderes levou à maior parte das igrejas e membros a se desligarem da ICREL.
A maioria dos membros dissidentes se reuniu e formou, em 1979, a Igreja Reformada Calvinista de El Salvador (IRCEL).
Desde então, a IRCEL cresceu e se tornou a maior denominação reformada do país. Em 2004, era formada por 5 igrejas e 3.212 membros.
Além disso, a denominação construiu um Centro Bíblico Reformado para formação de leigos.

## Doutrina
A denominação é reformada continental e calvinista.  Subscreve o Credo dos Apóstolos, o Credo Niceno e o Credo de Atanásio, bem como os Padrões da Unidade: a Confissão Belga, o Catecismo de Heidelberg e os Cânones de Dort. Além disso, subscreve a Segunda Confissão Helvética e Confissão de Fé de Westminster e permite a ordenação de mulheres.

## Relações intereclesiásticas
A denominação é membro da Aliança de Igrejas Presbiterianas e Reformadas da América Latina e da Comunhão Mundial das Igrejas Reformadas.
Além disso, a denominação tem relacionamento com a Igreja Presbiteriana (EUA) e Igreja Cristã Reformada da América do Norte.